# Luhovaný Vincent
Luhovaný Vincent byl multižánrový festival, který se konal v letech 2010–2023 na přelomu června a července v lázeňském městě Luhačovice v okrese Zlín.

## Popis

### Program
Festival nabízel přednášky, promítání, vernisáže, besedy, workshopy a koncerty. Každoročně se v největších lázních na Moravě setkávaly stovky příznivců nezávislé kultury. Festival pořádalo sdružení LUHOvaný Vincent o.s. ve spolupráci s místními spolky. Každoročním sponzorem festivalu byla také lázeňský pramen Vincentka.

### Ukončení
V roce 2023 oznámili pořadatelé festivalu, že s ohledem na klesající podporu ze strany institucí včetně města Luhačovice jeho organizaci ukončují.